# النا کواشا
النا کواشا (اوکراینی: Альона Сергіївна Кваша؛ زادهٔ ۵ نوامبر ۱۹۸۴) ورزشکار ژیمناست هنری اهل اوکراین است.